# Colladonus anademus
Colladonus anademus är en insektsart som beskrevs av Delong 1946. Colladonus anademus ingår i släktet Colladonus och familjen dvärgstritar. Inga underarter finns listade i Catalogue of Life.